# رون هوارد (لاعب كرة سلة)
رون هوارد (بالإنجليزية: Ron Howard)‏ (3 مارس 1951 في الولايات المتحدة - ) هو لاعب كرة قدم أمريكية ولاعب كرة سلة أمريكي في مركز طرف ضيق ‏. لعب مع بوفالو بيلز وسياتل سيهوكس.

## وصلات خارجية
- رون هوارد على موقع كلية كرة السلة في سبورتس رفرنس.كوم (الإنجليزية)
- رون هوارد على موقع مرجع كرة القدم المحترفة.كوم (الإنجليزية)